# Aerolínia xàrter

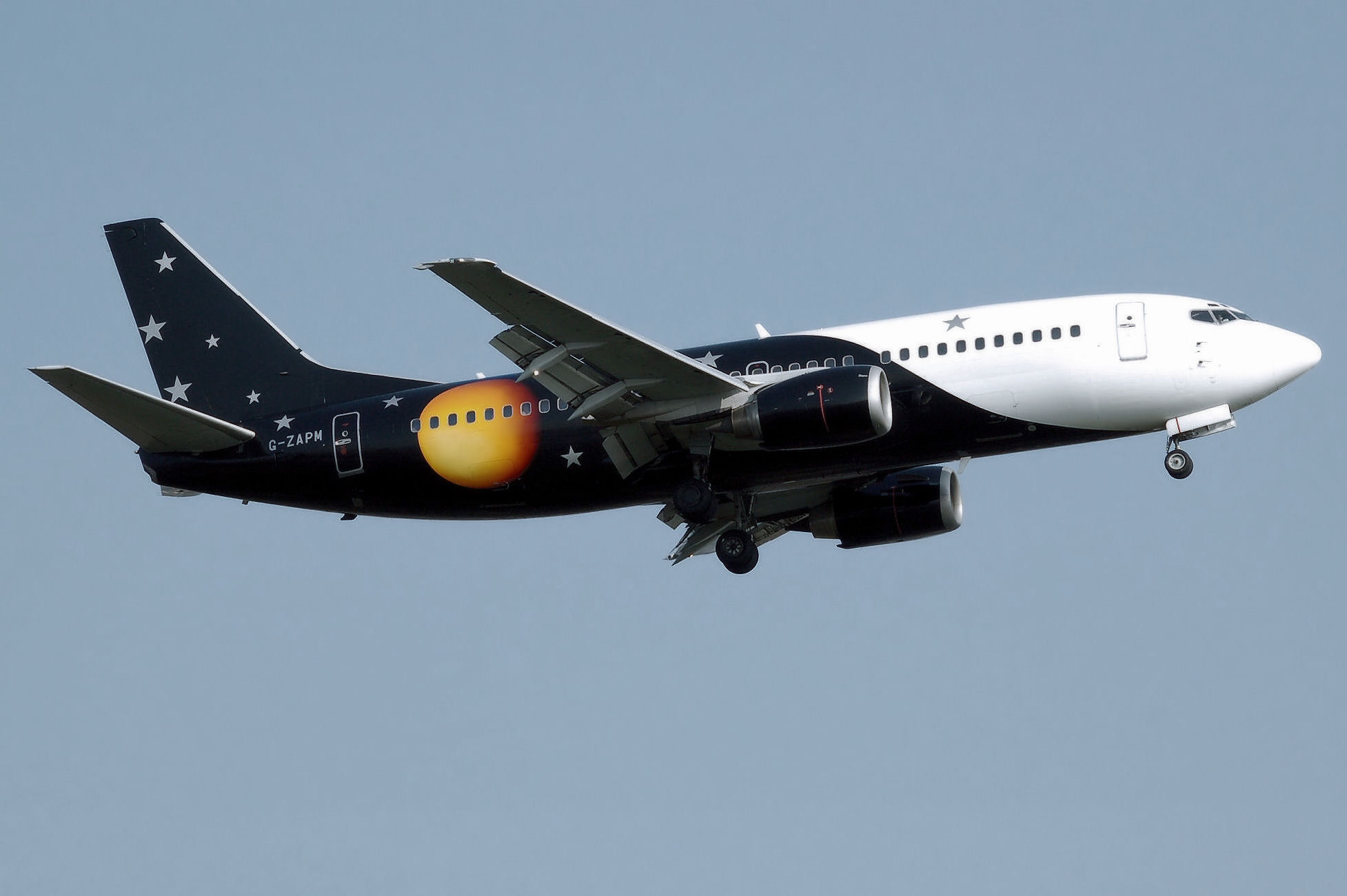
Boeing 737 de l'aerolínia xàrter britànica Titan Airways.

Una aerolínia xàrter (en anglès: charter airline) és una aerolínia la qual no es comercialitza pels canals habituals de venda.
Alguns tipus de vols xàrter són aquells en els quals es lloga un avió a una aerolínia amb la finalitat de no adaptar-se als horaris comercials en les rutes comercials o el lloguer d'un avió per tal de portar un grup de persones en exclusiva, com per exemple els components d'un equip de futbol. També pot passar que un vol comercial contingui només algunes places xàrter, com per exemple un nombre de places venudes a un operador turístic a un preu inferior amb la finalitat de què formi part d'un paquet de vacances, mentre que la resta de places es comercialitzen normalment. Això agrada molt a les companyies, especialment en destinacions on l'estacionalitat és alta, de manera que es garanteix la utilització de places que, d'altra manera, quedarien buides.
Aquests tipus de vols exclusius que et permeten viatjar sempre que ho desitgis han adquirit molta importància i, sobretot, si ens referim en el context del món turístic internacional en què ens trobem. Cada cop són més les companyies dedicades al sector vacacional que es dediquen al lloguer de xàrters per a després oferir-los als seus clients.
El perfil de passatgers que poden freqüentar aquests serveis no són sempre necessàriament de l'àmbit turístic, sinó que també poden existir diverses causes perquè grups reduïts de persones els puguin utilitzar per a finalitats molt divèrses: polítiques, administratives, esportives, etc.
Els vols xàrters molts cops ofereixen la possibilitat d'anar a un lloc en concret que altres aerolínies potser no podrien, a causa de la poca transitació de l'espai aeri on fan el viatge. La manca de vols regulars en la zona on transiten els xàrters, justament, fa possible la pervivència d'alguns aeroports de dimensions més reduïdes on bàsicament només subsisteixen gràcies als diners que els ingressen les companyies xàrters per a fer-ne ús. Tant si només vols fer el vol o com si també vols programar tota una estança amb tot l'equipament de serveis necessaris inclosos en un paquet vacacional, els vols xàrter sempre són una opció ben valorada per la seva eficiència i efectivitat segons la valoració mitjana dels usuaris.
El negoci dels xàrter s'ha disparat durant els últims anys i el sector ha patit una forta demanda que ha provocat la dinamització i especialització del servei el qual en molts casos s'ha arribat a una ocupació del 90%. Tot i això, mentre s'intensifica la massa clientelar també comencen a sorgir problemes com la pèrdua de vols que alguns clients pateixen per culpa de cancel·lacions o errors logístics de les aerolínies, i en els que com a resultat arriben a perdre una quantitat considerable de diners.